# Koto Salak (Koto Salak)
Koto Salak is een bestuurslaag in het regentschap Dharmasraya van de provincie West-Sumatra, Indonesië. Koto Salak telt 3381 inwoners (volkstelling 2010).